# Andrianampoinimerina
Andrianampoinimerina (1745 - 1810) foi o rei do povo Merina na região central de Madagáscar entre 1787 e 1810. O soberano é considerado o pai da moderna nação malgaxe, já que desde sua ascensão como líder de seu povo lutou e fez alianças para unificar todos o reinos da ilha após mais de setenta anos de guerra civil. Atualmente, é visto como um herói nacional em seu país. 

## Primeiros anos

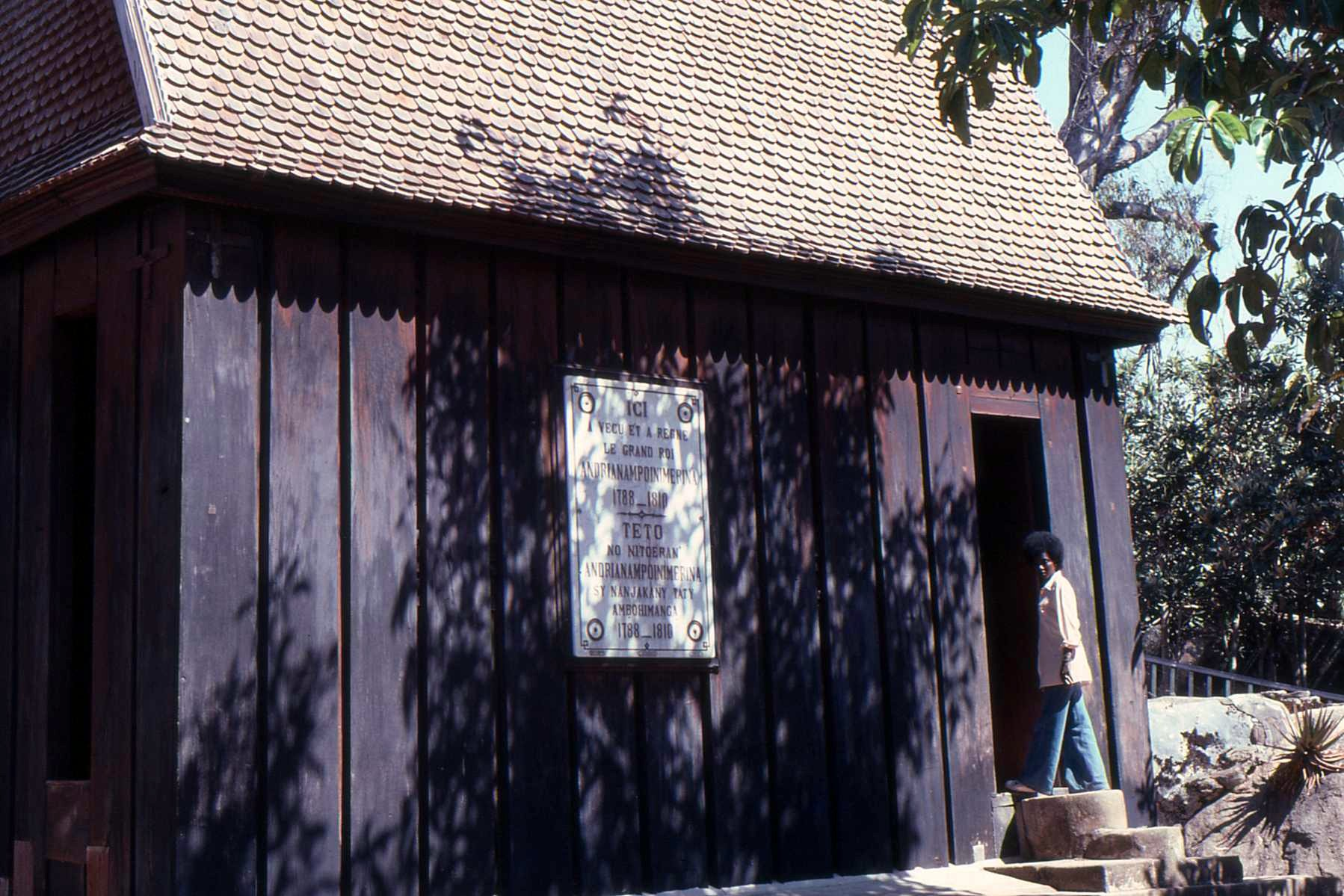
Casa onde o rei nasceu.

Andrianampoinimerina nasceu com o nome de Imboasalama em 1745, na aldeia de Ikaloy, no interior da ilha, sendo filho do príncipe Andriamiaramanjaka e da princesa Ranavalonanandriambelomasina, filha do rei Andriambelomasina de Merina. Família real de Zafimamy, no reino independente de Alahamadintany, ao norte de Merina. O irmão de sua mãe, Andrianjafy, foi nomeado sucessor de Andriambelomasina e foi rei de Imerina Avaradrano, quadrante norte do antigo Reino de Merina entre 1770 e 1787.
Imboasalama nasceu depois de um período em que guerras e fome que atingiram Merina por cerca de um século, desde o reinado do rei Ralambo (1575-1612) até o rei Andriamasinavalona (1675-1710), após isso o Reino de Imerina, no planalto central de Madagascar, desfrutou de prosperidade, expansão e paz civil. Essa estabilidade e a unidade de Imerina entraram em colapso após Andriamasinavalona dividir o reino entre seus quatro filhos favoritos, levando a setenta e sete anos de guerra civil que enfraqueceram a capacidade dos príncipes subsequentes de responder efetivamente às pressões do tráfico de escravos e a uma população crescente. Neste período os reis merina muito pretendiam estender seu reino ao norte absorvendo o reino Zafimamy de Alahamadintany, e os reis Zafimamy de Alahamadintany também desejavam estender suas terras ao sul absorvendo o Reino Merina. O casamento entre os pais de Ramboasalamarazaka foi uma aliança política contratada como parte da estratégia da Andriambelomasina para mitigar a ameaça de invasões da aliança Alahamadintany-Zafimamy ao norte. O acordo de casamento estipulava que, após o reinado do filho de Andriambelomasina, Andrianjafy, o trono passaria para o filho de sua filha, Ramboasalamarazaka.  A aliança entre essas duas famílias reais representava um compromisso justo e pacífico: o príncipe nascido dessa união dominaria os dois estados e unificaria os dois reinos.
Ramboasalamarazaka passou sua infância na corte de Zafimamy de seu pai em Ikaloy. Lá ele recebeu uma educação tradicional, incluindo o domínio da fanorona , um jogo de tabuleiro local que se acredita desenvolver inteligência e a capacidade de pensar estrategicamente.  Jovens nobres sendo preparados para papéis de liderança geralmente aprendiam a executar o kabary (uma forma estilizada de discurso público), incluindo o uso criterioso de ohabolana (provérbios) para argumentar de forma persuasiva.  jovens príncipes Merina também costumavam aprender a tocar valiha, uma cítara de tubo de bambu reservada para os nobres Merina e Zafimamy. Por volta dos 12 anos, Ramboasalamarazaka continuou seus estudos sob a supervisão de seu avô, rei Andriambelomasina, em Amboatany e na corte real em Ambohimanga.
Quando jovem, Ramboasalamarazaka trabalhou como comerciante e também pode ter comercializado escravos. Durante esse período, ele ganhou uma reputação de campeão dos plebeus, comprometido a defendê-los contra ataques de guerreiros Sakalava e comerciantes de escravos e a combater a corrupção.  Considerado um homem feito por si mesmo que não confiava em seus privilégios de príncipe, sua independência, temperamento, tenacidade e senso de justiça o tornaram popular entre os plebeus e os escravos de Ambohimanga. Sua popularidade contrasta com o descontentamento público com seu tio, o rei Andrianjafy, que era visto como um governante despótico e incompetente. Ramboasalamarazaka frequentemente fazia promessas à população a respeito de seu futuro reinado, o que levou Andrianjafy a percebê-lo como uma ameaça à sua autoridade, levando-o a executar cidadãos de seu território que envolveram seu sobrinho em tais promessas; ao contrário de suas intenções, essa resposta serviu apenas para transformar a opinião popular contra Andrianjafy.

## Ascensão
Embora Andrianjafy possa ter inicialmente pretendido que Ramboasalamarazaka o sucedesse, isso parece ter mudado após o nascimento de seu filho, a quem sua esposa o convenceu a nomear como sucessor por desconsiderar o decreto anterior de seu pai.  Andrianjafy, consequentemente, fez várias tentativas de matar seu sobrinho, mas em cada ocasião Ramboasalamarazaka foi avisado pelo irmão de Andrianjafy e conseguiu evitar a conspiração.  Em 1787, quando Ramboasalamarazaka tinha 42 anos, o conflito entre os homens atingiu um ponto de virada:  Andrianjafy decidiu enviar um grupo de assassinos para a residência de Ramboasalama em Ambohimanga.. O irmão de Andrianjafy novamente tomou uma atitude e avisou Ramboasalamarazaka para fugir, mas, em vez de deixar Ambohimanga, Ramboasalama seguiu o conselho de um ancião que o instruiu a sacrificar um carneiro para invocar a proteção ancestral. O ancião então reuniu os doze homens mais respeitados de Ambohimanga e trinta soldados, e os reuniu para fazer cumprir o decreto de Andriambelomasina, derrubando Andrianjafy e jurando lealdade a Ramboasalama.  Após o sucesso do golpe, o novo rei adotou seu nome dominante, Andrianampoinimerina.  O apoio do Tsimahafotsy, habitantes de Ambohimanga, garantiu a defesa da cidade contra os esforços de Andrianjafy para recuperar sua capital e sua autoridade. 
Andrianjafy reuniu o povo de Ilafy, sua cidade natal, para lutar contra os de Ambohimanga. Ambos os lados estavam armados com lanças e armas de fogo. Uma batalha inicial em Marintampona viu o exército de Ilafy derrotado. Ambos os lados se reagruparam para um segundo confronto em Amboniloha, que ocorreu à noite e não terminou em uma vitória definitiva para os dois lados. De manhã, Andrianjafy mudou seu exército para o norte de Anosy e os dois lados se enfrentaram novamente em uma batalha que durou dois dias. O exército de Ilafy perdeu a escaramuça e se retirou para sua aldeia. Depois de perder essas batalhas, os moradores de Ilafy decidiram se submeter a Andrianampoinimerina. Para se livrar de Andrianjafy, o povo o encorajou a viajar para Antananarivoe Alasora para procurar aliados na defesa de sua cidade. Depois que ele partiu, os moradores barraram os portões da cidade e anunciaram seu desejo de fazer cumprir o decreto de Andriambelomasina. Buscando apoio para recapturar o trono, Andrianjafy viajou para Antananarivo, Ambohipeto, Alasora e Anosizato para garantir uma aliança, mas cada vez que era rejeitado.  O conflito terminou em 1787, quando Andrianampoinimerina exilou seu tio; várias fontes relatam que pouco depois Andrianjafy morreu no exílio ou foi morto pelos seguidores de Andrianampoinimerina.

## Reinado
Assumiu o poder ao depor seu tio, o rei Andrianjafy, que havia governado Imerina Avarandrano (norte de Imerina). Antes do reinado de Andrianampoinimerina, Imerina Avarandrano havia entrado em conflito com as outras três províncias vizinhas do antigo reino de Imerina que haviam sido unificadas pela última vez sob o rei Andriamasinavalona um século antes. Andrianampoinimerina estabeleceu sua capital na cidade fortificada de Ambohimanga, um local de grande significado espiritual, cultural e político que foi designado como Patrimônio Mundial da UNESCO em 2001. 

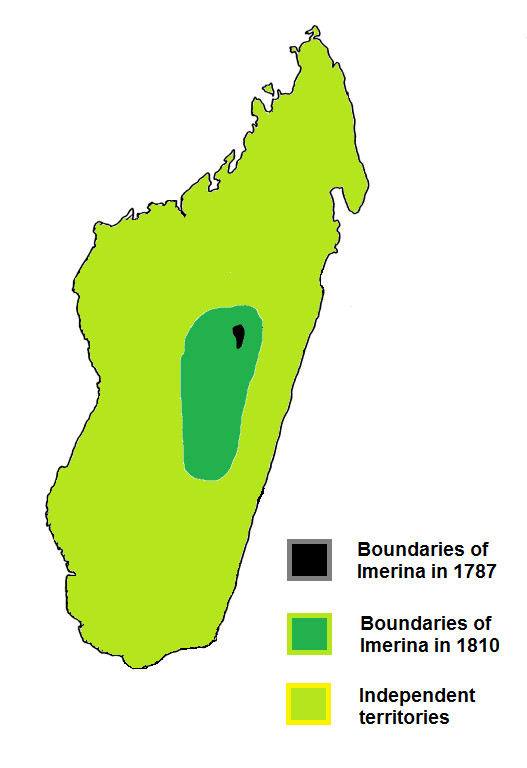
Expansão do Reino de Merina durante o reinado de Andrianampoinimerina.

Continuando suas conquistas na década de 1790, Andrianampoinimerina começou a estabelecer o controle sobre uma parte comparativamente grande das terras altas de Madagascar, incluindo as doze colinas sagradas de Imerina. Andrianampoinimerina conquistou Antananarivo em 1793  e concluiu tratados com os reis de Antananarivo e Ambohidratrimo. Ele mudou a capital política do reino de volta para Antananarivo em 1794.  Em 1795, ele ganhou a fidelidade e a submissão de todos os territórios que formaram Imerina em sua maior extensão sob Andriamasinavalona, conseguindo efetivamente a reunificação de Imerina. Os antigos reis de Antananarivo e Ambohidratrimo periodicamente lutavam contra sua autoridade, desconsiderando os tratados que haviam concluído, levando Andrianampoinimerina a lançar campanhas renovadas para eliminar os dois reis;  a re-pacificação de Antananarivo começou em 1794  e alcançou sucesso definitivo em 1797, com Ambohidratrimo reconquistado logo depois.  Em 1800, ele havia absorvido várias outras seções anteriormente independentes de Imerina em seu reino.  Ele reforçou alianças com poderosos nobres nas regiões conquistadas de Imerina através do casamento com princesas locais, e é dito ter casado 12 mulheres no total. Ele colocou cada esposa em uma casa construída em cada uma das doze colinas sagradas.  Depois que a capital política de Imerina foi transferida de volta para Antananarivo, Andrianampoinimerina declarou Ambohimanga como a capital espiritual de Imerina. 
A segunda metade do reinado de Andrianampoinimerina, por volta de 1800, foi marcada por um esforço para unir os 18 grupos étnicos da ilha sob seu domínio.  Esse esforço começou com o envio de mensageiros reais com convites para se tornarem estados vassalos sob a soberania de Andrianampoinimerina, ou enfrentar uma conquista militar.  O primeiro foco dessa expansão era um território que historicamente tinha sido habitada pelo povo Merina, mas tinha vindo sob o domínio de outros grupos, particularmente incluindo as terras orientais detidas pelos Sihanaka e Bezanozano povos. Andrianampoinimerina consolidou o poder da Merina no vizinho centro sul de Betsileoterritórios, estabelecendo postos militares para proteger os colonos Merina ao sul até as Ankaratra montanhas e Faratsiho.  Reinos que se uniram a Imerina como resultado de esforços diplomáticos incluíram o Betsileo em torno de Manandriana; o Betsileo, Merina e Antandrano Andrandtsay de Betafo; e a região oeste do Imamo. Os Sakalava de Menabe e Manangina rejeitaram essas ofertas e resistiram ativamente à dominação de Merina;  os territórios de Bezanozano também resistiram, embora os Merina tenham conseguido preservar um domínio tênue sobre a área.
Andrianampoinimerina desenvolveu um sistema legal que se aplicava a todos os territórios que ele governava.  Ele foi o primeiro rei Merina a estabelecer códigos civis e penais formais, este último melhorado e transcrito por seu filho Radama. Ele declarou doze crimes como delitos capitais, enquanto muitos outros implicaram punição coletiva para o culpado e seus familiares, incluindo trabalho forçado em cadeias e redução ao status de escravo. Essas duras penalidades pretendiam agir como um forte desincentivo ao engajamento em atos anti-sociais; o consumo de álcool, maconha e tabaco também foi proibido, embora permanecesse predominante. Para julgar as infrações de suas leis, o rei costumava confiar na tradição da tangena, pelo qual sobreviver à ingestão de veneno indicava a inocência de uma pessoa acusada. 
Durante esta época também o rei passou a adotar várias crianças, além de ter várias esposas para fortalecer seu clã e futuramente ter ainda mais poder no país. Nesta época, vale ressaltar, que foi adotada uma garota chamada Rabodoandrianampoinimerina, que futuramente casaria com seu filho e seria a rainha Ranavalona I.

## Morte e Legado
Andrianampoinimerina morreu na casa Mahitsielafanjaka, no complexo da Rova de Antananarivo, em 6 de julho de 1810, aos 65 anos de idade, tendo gerado onze filhos e treze filhas por suas muitas esposas.  Na tradição Vazimba dos reis Merina diante dele, o corpo de Andrianampoinimerina foi colocado em uma canoa de prata (em vez do tronco oco habitual)  e enterrado em um dos túmulos reais da tranomasina em Ambohimanga. Logo após os franceses estabelecerem uma presença colonial na ilha em 1896, eles destruíram a tumba original de Andrianampoinimerina em março de 1897, removeu seus restos mortais e os transferiu para a rova de Antananarivo, onde foram enterrados no túmulo de seu filho.  Isso foi feito em um esforço para desanimar a cidade de Ambohimanga, quebrar o espírito dos combatentes da resistência Menalamba que se rebelaram contra a colonização francesa no ano passado,  enfraquecer a crença popular no poder dos ancestrais reais, e relegar a soberania malgaxe sob os governantes de Merina a uma relíquia de um passado não iluminado.  Andrianampoinimerina foi sucedido por seu filho de 18 anos de idade, Radama I. Para cumprir seu juramento de que o filho de seu filho Radama seguiria na linha de sucessão, Andrianampoinimerina matou seu filho mais velho, Ramavolahy, para impedir qualquer disputa pelo trono. 
O historiador Bethwell Ogot afirma que Andrianampoinimerina é "considerada o mais importante dos reis de Imerina". A Historiadora Catherine Fournet-Guérin observa que ele é um "objeto de grande admiração na imaginação popular".  Um comerciante francês que havia negociado com ele declarou em 1808: "Ele é sem dúvida o mais rico, o mais temido, o mais esclarecido e o maior reino de todos os reis de Madagascar".  Os livros malgaxes o caracterizam como um herói e o criador da noção de uma identidade nacional malgaxe unificada. 
A principal fonte de informação sobre o reinado de Andrianampoinimerina é Tantara ny Andriana eto Madagasikara , um livro em língua malgaxe que relata a história oral dos reis Merina, coletada por um missionário jesuíta, François Callet, no final do século XIX. Antes da eventual liberação de uma tradução para o francês na década de 1950, as referências ao rei na escrita acadêmica e popular durante o período colonial enfatizavam seu papel como canal de poder e autoridade religiosa tradicional, em vez de glorificar suas práticas administrativas em uma tentativa trazer maior credibilidade ao governo colonial como veículo de construção e fortalecimento dos princípios de boa governança que ele introduziu. A partir da década de 1970, os historiadores começaram a se concentrar mais nos aspectos espirituais de seu papel como rei, e os pesquisadores questionaram e compararam fontes em um esforço para chegar a uma história mais factual e equilibrada de Andrianampoinimerina e seu reinado.